# Tổ hợp rừng Dong Phayayen-Khao Yai
Tổ hợp rừng Dong Phayayen-Khao Yai (tiếng Thái: ป่าดงพญาเย็น-เขาใหญ่, phát âm [pàː.dōŋ.pʰā.jāː.jēn.kʰǎw.jàj]) là một di sản thế giới được UNESCO công nhận của Thái Lan. Di sản này bao gồm 5 khu vực bảo vệ là các vườn quốc gia và khu bảo tồn động vật hoang dã nằm trên dãy núi Dong Phaya Yen và Sankamphaeng là:
- Vườn quốc gia Khao Yai
- Vườn quốc gia Thap Lan
- Vườn quốc gia Pang Sida
- Vườn quốc gia Ta Phraya
- Khu bảo tồn động vật hoang dã Dong Yai

Tuy nhiên, việc tiếp tục khai thác gỗ trắc bất hợp pháp (một loài gỗ quý hiếm) và việc mở rộng của các loài xâm lấn trong khu bảo tồn khiến Ủy ban Di sản thế giới cảnh báo về việc đưa nó vào Danh sách di sản thế giới bị đe dọa. Ủy ban dự kiến sẽ đưa ra quyết định vào kỳ họp thứ 41 của mình vào tháng 7 năm 2017. Tháng 3 năm 2017, quần thể sinh sản đã biết thứ hai của hổ Đông Dương đã được xác nhận.